# Wilkaski (powiat bartoszycki)
Wilkaski (niem. Walkaschken) - uroczysko, dawna miejscowość w Polsce położona w województwie warmińsko-mazurskim, w woj. warmińsko-mazurskim, w pow. bartoszyckim.
Miejscowość położona 8,5 km na południowy wschód o Iławy Pruskiej.

## Historia
Wieś wzmiankowana w dokumentach w 1414 r. pod nazwą Wilkaskaymen. Później zapisywana jako Wilckaschcken (1772), Wilkaschken -(1785), Willkaschken (1792), Wallkaschken (1912).
W 1889 r. był to majątek ziemski, obejmujący 175 ha. W 1970 była to osada (kolonia), składająca się z jednego domu, zamieszkałego przez 5 osób. Było to gospodarstwo rolne, uprawiające 14 ha ziemi, hodujące 7 sztuk bydła (w tym cztery krowy), 11 świń, trzy konie i cztery owce. W 1983 r. miejscowość już nie istniała.